# Riksantikvarieämbetet

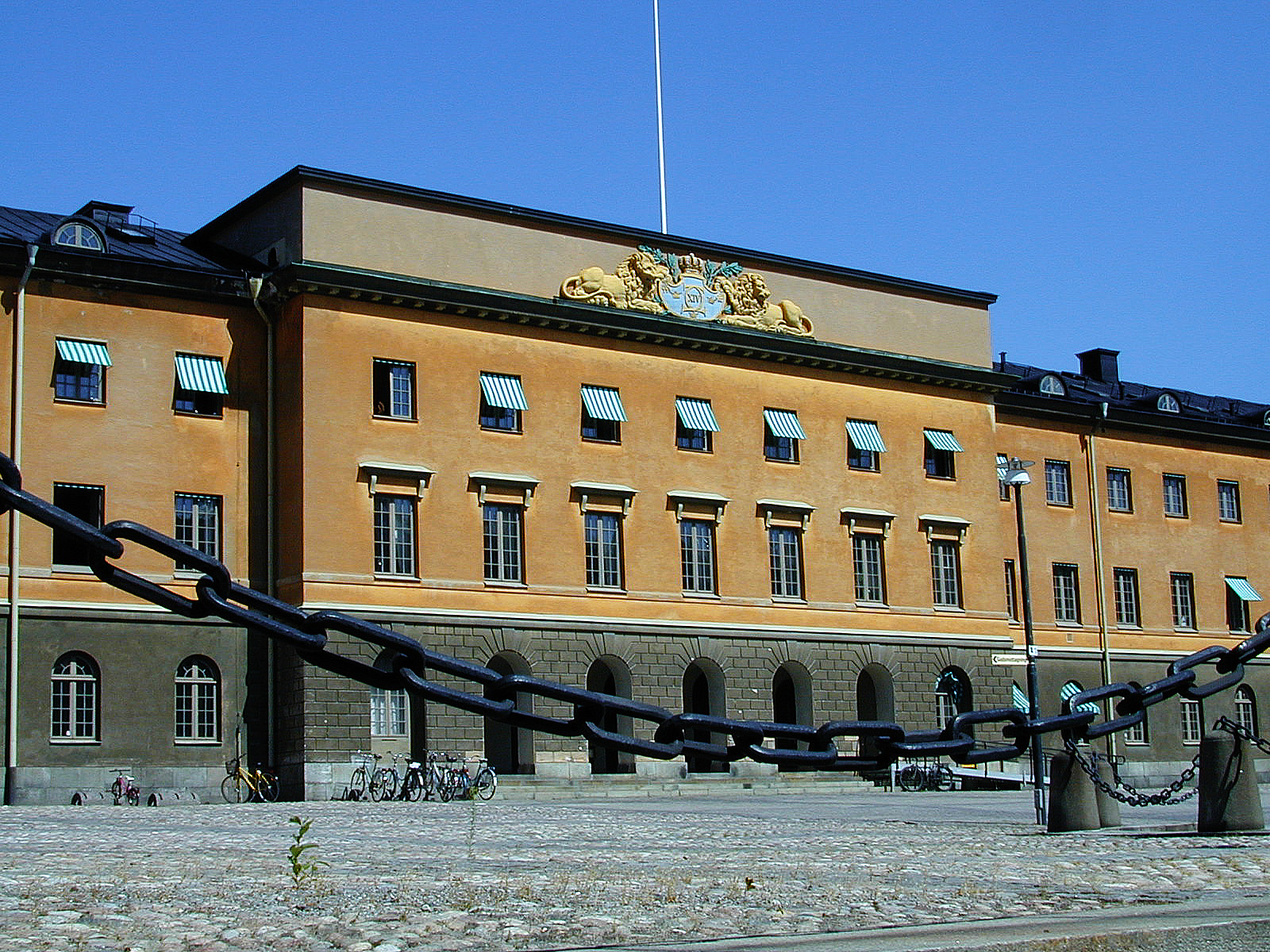
Hoofdkantoor

Het Riksantikvarieämbetet (RAÄ) is een Zweedse overheidsorganisatie verantwoordelijk voor nationale erfgoedmonumenten en historische landschappen. Het valt onder het Ministerie van Cultuur.
De doelstellingen van het agentschap zijn het stimuleren van het behoud en de bescherming van historische omgevingen en het bevorderen van respect voor en kennis van de historische omgevingen. Om dit te doen probeert het ervoor te zorgen dat het Zweedse erfgoed toegankelijk is voor alle burgers en om informatie over dat erfgoed te verspreiden.